# Ilona Schubert
Ilona Schubert geb. Bögel (* 28. März 1900 in Mannheim; † 26. Oktober 1983) war eine in Mannheim und später in Dornach lebende Anthroposophin und eine der ersten Eurythmistinnen. Sie war sehr aktiv und prägend am Goetheanum tätig und auf der hiesigen Bühne eine der ersten Frauen. Sie war außerdem die erste Person, die öffentlich den Verdacht äußerte, Rudolf Steiner sei vergiftet worden.

## Leben
Schubert wurde in Mannheim als zweites Kind ihrer Eltern geboren. Ihre aus Ungarn stammende Mutter starb kurz nach der Geburt. Ihr Vater, ein Holländer, heiratete in zweiter Ehe eine Bildhauerin, die für Ilona wie eine Mutter war. Die Familie gehörte dem Großbürgertum an und veranstaltete viele Festlichkeiten von hohem kulturellen Niveau. Daher war die junge Ilona Schubert früh mit Tanz und Musik vertraut und nahm schon mit fünf Jahren Tanzunterricht. Ihre Schulbildung erhielt sie auf einem Internat in Weimar. Der Literaturunterricht begeisterte sie und sie interessierte sich besonders für das Werk Johann Wolfgang von Goethes. Ihren Eltern schickte Ilona aus dem Internat viele Briefe. Einen davon zeigte ihre anthroposophieverbundene Stiefmutter Rudolf Steiner, der Ilona Schubert daraufhin eine Mitgliedskarte für die Anthroposophische Gesellschaft schickte. Ilona nahm daraufhin häufig an Vorträgen Rudolf Steiners teil und studierte seine Grundwerke.
1923 heiratete Ilona Schubert den Grafen Joseph Polzer. Die Hochzeitsrede hielt Rudolf Steiner. Ilona gebar wenig später ihren Sohn Christward Johannes. Die Taufe von Christward war die erste Taufe der Christengemeinschaft. Die Ehe von Ilona und Joseph Polzer wurde jedoch infolge einer Erkrankung des Grafen wieder geschieden. Fünf Jahre später heiratete Ilona erneut; ihr zweiter Mann war der Lehrer und Redner Gunther Schubert, der wie Ilona am Goetheanum tätig war. Nach kurzer Krankheit verstarb Ilona Schubert am 26. Oktober 1983 mit 83 Jahren.

## Wirken in der Anthroposophie
Mit 18 Jahren lernte sie in Dornach während eines Aufenthaltes mit ihrer Stiefmutter die Eurythmie kennen und verlängerte den ursprünglich für zwei Wochen geplanten Aufenthalt, nahm Eurythmieunterricht und bildete sich auch musikalisch weiter. Dort lernte sie Rudolf Steiner und seine Frau Marie Steiner persönlich kennen. Sie hielt einige dieser Erlebnisse später schriftlich fest in ihrem Werk Selbsterlebtes im Zusammensein mit Rudolf Steiner und Marie Steiner. Rudolf Steiner zeichnete für sie einige toneurythmische Formen, wie beispielsweise den „Schmetterling“ nach Edvard Grieg. Auch nach dem Tod Rudolf Steiners blieb sie mit Marie Steiner eng verbunden. Laut Rudolf Steiner schneiderte Ilona Schubert die ersten Priesterkleider der Christengemeinschaft. Sie war zeitlebens eine aktive und prägende Eurythmistin am Goetheanum.
Ilona Schubert widmete ihr Leben der Eurythmie. Sie gab zeitlebens Kurse für Laien und auch für Fachkollegen und bestimmte Berufsgruppen. Die anthroposophische Gesellschaft in der Schweiz bezeichnet sie als eine bedeutende Künstlerpersönlichkeit, die die Eurythmie prägend weiterentwickelte. Außerdem war sie Mitinitiatorin der anthroposophischen Sommertagungen in Zürich. Sie gehörte zu den ersten und prägenden Eurythmistinnen der Goetheanumbühne.

## Vergiftungsthese Rudolf Steiner
In ihrem Werk Selbsterlebtes im Zusammensein mit Rudolf Steiner und Marie Steiner beschreibt Ilona Schubert als eine der ersten einen Vorfall, welcher sich kurz vor Rudolf Steiners Tod ereignete. Dabei lässt sie die These verlauten, Rudolf Steiner sei vergiftet worden. Dieses damals schon 25 Jahre zurückliegende Ereignis schilderte sie in ihrer Veröffentlichung: Bei einer sogenannten Rout an der Weihnachtstagung am 1. Januar 1924 war sie eine von mehreren Eurythmistinnen, die die Gäste bedienten. Während sie gerade von den Garderobenräumen zum großen Saal ging, in welchem die Tischgemeinschaft saß, kam ihr Steiner entgegen „[…] wankend […] schneebleich und heftig stöhnend.“ Ilona Schubert stützte den Doktor und half ihm in einen Sessel. Nach ihren Angaben wiederholte er immer wieder, er sei vergiftet worden. Nachdem Steiners Frau hinzugekommen war, wurde Rudolf Steiner in sein Zimmer gebracht und dort auf ein Sofa gebettet. Laut Ilona Schubert kam Steiners Frau wenig später wieder aus dem Zimmer heraus und bat alle Anwesenden, kein Wort über den Vorfall zu verlieren.
Es gibt jedoch keinerlei Bestätigung, dass Rudolf Steiner tatsächlich vergiftet wurde. Die genaue Todesursache Steiners ist nicht bekannt.

## Werke
- Selbsterlebtes im Zusammensein mit Rudolf Steiner und Marie Steiner. 2. erweiterte Auflage, Zbinden, Basel 1977, ISBN 3-85989-383-1.
- Ergänzende Hinweise zu den Grundelementen der Lauteurythmie. Zbinden, Basel 1982, ISBN 3-85989-404-8.